# Emilie Forchhammer
Emilie Forchhammer (* 13. Januar 1850 in St. Antönien; † 13. Juni 1912 in Chur) war eine Schweizer Porträtistin, Zeichnerin und Kunstpädagogin.

## Leben und Werk
Emilie Forchhammer war eine Tochter des aus Kiel stammenden Theologen Christian Gottlieb Forchhammer (1814–1859) und der aus Grabs stammenden Elisabeth, geborene Schlegel (1824–1891). Ihre Brüder waren u. a. Theophil Forchhammer und der Arzt und Sanskritforscher Emmanuel Forchhammer (1851–1890).
Der Maler Ernst Stückelberg ermunterte Forchhammer, in Basel die «Zeichnungs- und Modellierschule der Gesellschaft des Guten und Gemeinnützigen», Vorgängerin der heutigen Allgemeinen Gewerbeschule, zu besuchen. Dort erhielt sie von Professor Weisbrod die Grundlage in der Aquarell- und Öltechnik. Anschliessend studierte sie für kurze Zeit an der Académie Julian bei Tony Robert-Fleury das Aktzeichnen. 1878 kehrte sie in die Schweiz zurück und eröffnete 1879 in Davos eine Malschule. Forchhammer war Mitglied in der Schweizerischen Gesellschaft Bildender Künstlerinnen.
1911 hielt sie sich zur Erholung in Maienfeld auf und verstarb infolge eines Herzleidens im Kreuzspital in Chur.